# Matrixgroep
In de groepentheorie, een deelgebied van de wiskunde, is een matrixgroep een groep die bestaat uit inverteerbare matrices over enig, meestal vooraf vastgesteld lichaam (Ned) / veld (Be) met als bewerking de matrixvermenigvuldiging en als inverse de inverse matrix. Meer in het algemeen, kan men {\displaystyle n\times n}-matrices over een commutatieve ring beschouwen. Een lineaire groep is een groep die isomorf is met een matrixgroep over een lichaam/veld {\displaystyle K}, met andere woorden, de groep laat een getrouwe, eindig-dimensionale representatie over {\displaystyle K} toe.
Iedere eindige groep is lineair, omdat volgens de stelling van Cayley iedere groep isomorf is met een permutatiematrix. Onder de oneindige groepen vormen lineaire groepen een klasse. Voorbeelden van niet-lineaire groepen zijn onder meer alle 'voldoend grote' groepen, bijvoorbeeld de oneindige symmetrische groep van permutaties van een oneindige verzameling.